# Журов, Виталий Николаевич
Виталий Николаевич Журов (8 мая 1920, деревня Ивановка, Городокский район — 5 июля 2010, Витебск) — работник советской транспортной отрасли, Герой Социалистического Труда.

## Биография
Участник Великой Отечественной войны. С 1956 дорожный мастер, в 1964—1970 годы и с 1973 начальник участка дистанции пути, в 1970—1973 годы — Председатель профсоюзного комитета Витебской дистанции пути Белорусского железной дороги. Звание Героя Социалистического Труда присвоено в 1966 году за успехи в выполнении плана перевозок, в развитии и технической реконструкции железной дороги.